# Drawski
Drawski là một huyện thuộc tỉnh Zachodniopomorskie của Ba Lan. Huyện có diện tích 1764 km². Đến ngày 1 tháng 1 năm 2011, dân số của huyện là 57353 người và mật độ 33 người/km².